# Phoradendron bathyoryctum
Phoradendron bathyoryctum är en sandelträdsväxtart som beskrevs av August Wilhelm Eichler. Phoradendron bathyoryctum ingår i släktet Phoradendron och familjen sandelträdsväxter. Inga underarter finns listade i Catalogue of Life.